# ربع حزب (قرآن)

الرمز الشائع لربع الحزب مربعان مشتركان في المركز أحدهما مائل عن الآخر بقدر 45 درجة.

ربع الحزب في القرآن هو من التقسيمات التي تم الاصطلاح عليها. حيث أن القرآن يتم تقسيمه إلى ثلاثين جزءاً، وكل جزء يتم تقسيمه إلى حزبين وكل حزب ينقسم إلى أربعة أجزاء يسمى الواحد منها ربع حزب وتتم الإشارة إلى ربع الحزب في القرآن بالعلامة.
تقسيم المصاحف إلى أجزاء وأحزاب وأرباع تقسيم اصطلاحي اجتهادي ولذلك يختلف الناس في تقسيماتهم بحسب ما يروه الأنفع والأقرب.

## أصل التقسيم
تقسيم المصاحف إلى أجزاء وأحزاب وأرباع تقسيم اصطلاحي اجتهادي، ولذلك يختلف الناس في تقسيماتهم، كل بحسب ما يناسبه ويختاره، وبحسب ما يراه الأنفع والأقرب، إلا أن التحزيب المشهور عن الصحابة هو ما يرويه أوس بن حذيفة قال: (سَأَلْتُ أَصْحَابَ رَسُولِ اللَّهِ صَلَّى اللَّهُ عَلَيْهِ وَسَلَّمَ كَيْفَ يُحَزِّبُونَ الْقُرْآنَ؟ قَالُوا: ثَلَاثٌ، وَخَمْسٌ، وَسَبْعٌ، وَتِسْعٌ، وَإِحْدَى عَشْرَةَ، وَثَلَاثَ عَشْرَةَ، وَحِزْبُ الْمُفَصَّلِ وَحْدَهُ) رواه أبو داود.
والمعنى: ثلاث سور: وهي بعد الفاتحة: البقرة، وآل عمران، والنساء.
ثم خمس سور، وهي: المائدة، والأنعام، والأعراف، والأنفال، والتوبة.
ثم سبع سور، وهي: يونس، وهود، ويوسف، والرعد، وإبراهيم، والحجر، والنحل.
ثم تسع سور، وهي: سورة الإسراء، والكهف، ومريم، وطه، والأنبياء، والحج، والمؤمنون، والنور، والفرقان.
ثم إحدى عشرة سورة، وهي: الشعراء، والنمل، والقصص، والعنكبوت، والروم، ولقمان، والسجدة، والأحزاب، وسبأ، وفاطر، ويس.
ثم ثلاث عشرة سورة، وهي: الصافات، وص، والزمر، والحواميم، ومحمد، والفتح، والحجرات.
ثم الباقي، وهو: من سورة ق إلى الناس.
أما التحزيب الموجود اليوم في المصاحف فليس هناك جزم بأول من وضعه واختاره، ولكن الذي ينقله بعض أهل العلم أن واضعه هو الحجاج بن يوسف الثقفي المتوفى سنة (110هـ)، وأن مرجع التقسيم فيه كان على عدد الحروف.
وتستند هذه المعلومة إلى قول شيخ الإسلام ابن تيمية:
" قد علم أن أول ما جُزِّئَ القرآن بالحروف تجزئةَ ثمانية وعشرين، وثلاثين، وستين، هذه التي تكون رؤوس الأجزاء والأحزاب في أثناء السورة، وأثناء القصة ونحو ذلك، كان في زمن الحجاج وما بعده، وروي أن الحجاج أمر بذلك، ومن العراق فشا ذلك، ولم يكن أهل المدينة يعرفون ذلك.
وإذا كانت التجزئة بالحروف محدثة من عهد الحجاج بالعراق، فمعلوم أن الصحابة قبل ذلك على عهد النبي صلى الله عليه وسلم وبعده كان لهم تحزيب آخر؛ فإنهم كانوا يقدرون تارة بالآيات فيقولون: خمسون آية، ستون آية، وتارة بالسور، لكن تسبيعه بالآيات (يعني تقسيم القرآن إلى سبعة أقسام بالآيات) لم يروه أحد، ولا ذكره أحد، فتعين التحزيب بالسور".